# Primer debate Rajoy-Zapatero
El primer debate Rajoy-Zapatero fue un debate que enfrentó a los candidatos a La Moncloa por parte de los dos principales partidos políticos de España, Mariano Rajoy (Partido Popular) y José Luis Rodríguez Zapatero (Partido Socialista Obrero Español). Fue el primer debate desde 1993, en el que se enfrentaron José María Aznar y Felipe González y que tuvo más de 10 millones de telespectadores. Se pudo ver en directo en las cadenas de televisión La 1, La Sexta y Cuatro, además de numerosos medios digitales y radios, a partir de las 22:00 (hora española) el lunes 25 de febrero de 2008 desde el recinto ferial de IFEMA, organizado por la Academia de las Ciencias y las Artes de Televisión y fue moderado por Manuel Campo Vidal. Las audiencias televisivas fueron de cerca del 60% de cuota de pantalla, con más de 13 millones de espectadores.
Tuvo lugar en el contexto de las elecciones generales españolas de 2008 que se celebraron el 9 de marzo. Hubo un segundo debate el 3 de marzo que fue moderado por Olga Viza.

## Llegada de los candidatos
Mariano Rajoy llegó al lugar en coche acompañado de 5 personas de su confianza, de las cuales solo una de ellas podría acercarse a él durante el descanso de 6 minutos. José Luis Rodríguez Zapatero llegó pocos minutos más tarde.
Ambos candidatos fueron recibidos por Manuel Campo Vidal y Fernando Navarrete. Posaron ante los fotógrafos con Concha García Campoy y Pepe Carbajo, responsable de la producción ejecutiva.

## Temas
Primera parte
- Economía y empleo
- Políticas sociales
- Política exterior y seguridad

Segunda parte
- Política institucional
- Retos del futuro

## Detalles técnicos
Rajoy comenzó hablando en el debate, por sorteo, y los turnos los cerraba Zapatero (en el siguiente debate fue al contrario). Los tiempos fueron medidos por árbitros de baloncesto. El plató tenía un fondo gris metalizado. La temperatura fue de 21 grados, y la situación de las sillas (no giratorias) y la altura de las cámaras, entre otros detalles, fueron minuciosamente pactados entre los representantes de ambos partidos.
Fue retransmitido por las principales cadenas generalistas y autonómicas, entre ellas La 1, Cuatro y La Sexta con la excepción de Antena 3 y Telecinco. También se pudo seguir por diversas emisoras de radio y por distintos sitios web de Internet.

## Desarrollo del debate
Comenzaron con un turno inicial de 3 minutos para cada candidato. Cada tema contó con tres alternancias de 2 minutos para cada candidato. Al final de cada tema, se daba un último turno a cada uno de 1 minuto de duración, para darles pie a concluir. Al finalizar el último tema, los candidatos tuvieron cada uno 3 minutos de conclusiones para cerrar el debate. El moderador Manuel Campo Vidal intervino para presentar a los candidatos, dar comienzo a los diferentes bloques, advertir de la finalización de los tiempos y rogar que se respetasen los turnos en alguna ocasión.
El debate finalizó con una conclusión de 3 minutos por parte de cada candidato. Este mensaje final en el que los candidatos tenían que concluir o resumir de algún modo las ideas que quieren llevar a cabo, ha sido fuente de un minucioso análisis. El mensaje final de Mariano Rajoy aludió a una niña imaginaria que según él representaba "la vida misma". El candidato socialista José Luis Rodríguez Zapatero optó por describir el proyecto de la próxima legislatura y se despidió con la expresión "Buenas noches y buena suerte", en la que más tarde explicó que "Era un canto a la libertad de expresión, una denuncia prudente, moderada, a quienes descalifican, insultan y denigran a quienes no piensan como ellos, a los que tienen otras creencias, a los que defienden la libertad, a los que denuncian deslealtades, a los que acogen, a los que sienten, a los que crean, a los que sueñan". Con la misma expresión "Buenas noches y buena suerte" se despedía el periodista estadounidense Ed Murrow de su programa informativo semanal See It all que fue víctima y acicate de la 'Caza de brujas' contra comunistas por el senador Joseph McCarthy.

## Resultados de las encuestas sobre el ganador del debate
Las nueve encuestas que se hicieron en las 24 horas posteriores al debate, dieron la victoria a Rodríguez Zapatero, con una diferencia que osciló entre 1,1 y 15,9 puntos porcentuales. La media de las 9 encuestas daba una ventaja en el debate de 8,3 puntos a favor del candidato socialista.
Según el sondeo del Instituto Opina para Cuatro, un 45,4% de los encuestados consideró que el más convincente fue Zapatero y un 33,4% consideró que Rajoy estuvo mejor.
En la encuesta de Invymark para La Sexta, Zapatero salió vencedor por un 45,7% frente al 30,1% para Rajoy.
La encuesta de TNS Demoscopia para Antena 3 dio un resultado muy parecido: 45,4% para Zapatero y un 39,3% para Rajoy.
El sondeo de Telemadrid dio la victoria a Zapatero por 1,1 puntos: 43,8 frente a los 42,7 de Rajoy.
El sondeo de Telecinco otorgó la victoria al candidato del Partido Socialista por 15,9 puntos porcentuales. 50,5% para Zapatero, por 34,6% para Rajoy.
En el sondeo de Metroscopia para El País, el 46% de los ciudadanos creyó que Zapatero se impuso a su rival ante las cámaras de televisión. Los que opinaron lo contrario, es decir, que ganó Rajoy, fueron un 42%.
También, según los encuestados por Sigma Dos para el diario El Mundo, dieron por ganador a Zapatero un 45,5 %, frente al 42% que consideró que Rajoy fue superior.
Un segundo sondeo, realizado horas después, de Sigma Dos para El Mundo, aumentaba esta ventaja de Zapatero a 4,9 puntos (45,1 frente a 40,2).
Por último, en la encuesta de Noxa para La Vanguardia, Zapatero estuvo mejor en el debate para el 45% de los entrevistados, frente al 33% que se decantaban por Rajoy.
Algunos analistas políticos daban por ganador a Rajoy[cita requerida], mientras que otros daban por vencedor al que luego revalidó su presidencia en el gobierno, José Luis Rodríguez Zapatero.

## Críticas
Como sucede ante los debates entre los candidatos de los dos principales partidos, el resto de fuerzas políticas criticaron el debate, algunas de ellas tachándolo de "fraude" al régimen parlamentario argumentando que se margina a las terceras fuerzas políticas y se favorece el bipartidismo porque no les permite tener visibilidad.
En esta línea Izquierda Unida dijo que "es una muestra del acartonamiento y del empobrecimiento de la democracia".
Desde posiciones contrarias se mantiene que permitir la participación a terceros partidos supone poner en un plano de igualdad y sobrevisibilizar a pequeñas fuerzas políticas que no tienen el mismo respaldo electoral.

## Influencia en el voto
Según la comunidad científica los efectos de los debates electorales en la decisión de voto están pendientes de cuantificación empírica y además las preferencias previas de los individuos condicionan el modo en el éstos enjuician los debates y por tanto limitan cualquier efecto que puedan tener.
Por ello, hay pocas expectativas sobre la influencia que ejercen, aunque en caso de existir se proyectará sobre las personas que estén indecisas o tengan unas preferencias menos definidas, por lo que en cualquier caso los debates serán más importantes cuanto más igualadas estén las elecciones entre el primer y segundo partido cuyos candidatos participen.